# Универсальные десантные корабли проекта 23900
Универсальные десантные корабли проекта 23900 типа «Иван Рогов» — проект российских универсальных десантных кораблей-вертолётоносцев (УДК) 1-го ранга океанской зоны, разработанный для Военно-морского флота Российской Федерации (ВМФ России). УДК проекта 23900 предназначены для погрузки, транспортировки и высадки морского десанта на оборудованное и необорудованное побережье с помощью как десантных катеров, так и вертолётов, а также для управления силами десанта, его авиационной поддержки, боевого и материально-технического обеспечения, в том числе с применением беспилотных летательных аппаратов (БПЛА).
Главный проектант — Зеленодольское проектно-конструкторское бюро (ЗПКБ). Данный проект был принят взамен поставки французских УДК типа «Мистраль».
В некоторых новостных источниках данный проект ошибочно именуется «Прибой», хотя он не имеет никакого отношения к разрабатывавшимся ранее проектам УДК от Невского проектно-конструкторского бюро (Невского ПКБ) и Крыловского государственного научного центра (КГНЦ).
Первые два корабля проекта «Иван Рогов» и «Митрофан Москаленко» (названы в честь генерал-полковников береговой службы И. В. Рогова и М. И. Москаленко соответственно) заложены 20 июля 2020 года на судостроительном заводе «Залив» в Керчи.

## Предыстория
Необходимость создания универсальных десантных кораблей в России появилась из-за запрета в 2014 году французским кораблестроителям поставить в ВМФ России УДК типа «Мистраль». Все комплектующие будущего УДК должны стать российскими: двигатели, электроника, десантно-высадочные средства, авиагруппа и оружейные системы.
В 2015 году в Алабино, в рамках форума «Армия-2015», были представлены сразу два проекта УДК: «Лавина» от КГНЦ и упрощённый (экспортный) вариант «Прибой» от Невского ПКБ (проект УДК «Лавина» от КГНЦ был представлен в виде макета, рядом с которым стояла табличка с изображением и основными ТТХ второго проекта — УДК «Прибой» от Невского ПКБ). По проекту Невского ПКБ корабль должен был иметь водоизмещение порядка 14 000 тонн, по проекту КГНЦ корабль должен был быть несколько крупнее — водоизмещением в 25 000 тонн.

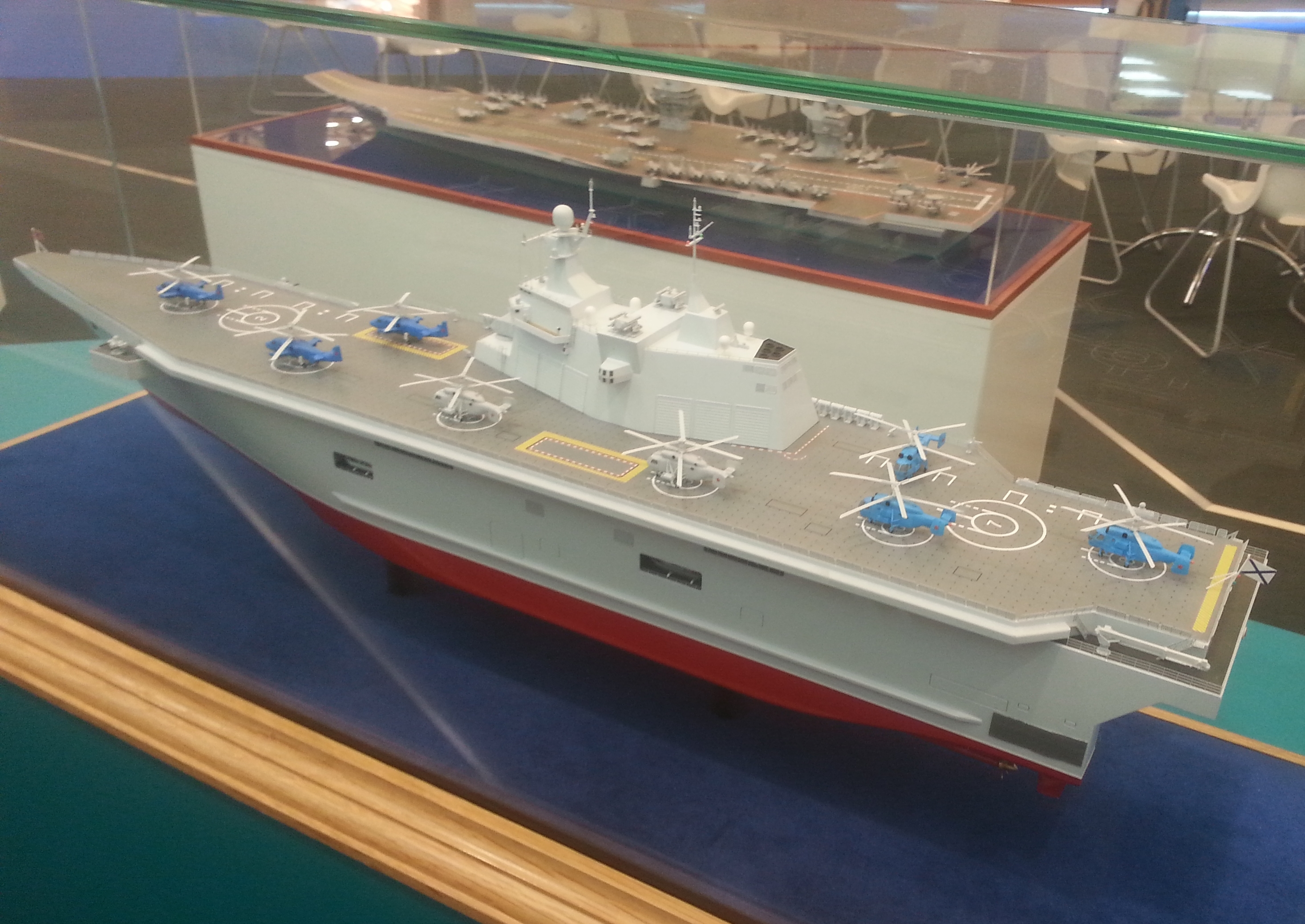
Макет УДК «Лавина» от КГНЦ на форуме «Армия-2015».

В планах 2017 года, как заявил начальник отделения перспективного строительства кораблей КГНЦ Владимир Пепеляев, было определено сдать головной УДК до 2025 года, но при этом ещё не было окончательного решения на строительство корабля, как и технического задания на сам УДК от ВМФ России. Название головного корабля было определено как «Севастополь» с передачей его в состав ВМФ России после 2022 года.
На форуме «Армия-2018» КГНЦ представил макет УДК «Прибой» с уже уточнёнными характеристиками; было заявлено что строительство двух УДК под названиями «Севастополь» и «Владивосток» уже включено в Государственную программу вооружения до 2027 года (ГПВ-2027). Осенью 2018 года вице-адмирал Виктор Бурсук заявил, что построят их после 2020 года.
В январе 2019 года появилась информация, что строительство УДК «Прибой» водоизмещением 25 000 тонн начнётся в 2020 году на судостроительном заводе «Северная верфь» с поставкой головного в 2026 году. Но уже в сентябре этого же года было объявлено что два УДК по необозначенному (другому) проекту будут заложены в мае 2020 года уже на керченском судостроительном заводе «Залив» со сдачей головного корабля российскому флоту до конца 2027 года. Причина резкого отказа от проекта «Прибой» и замена его на другой проект УДК официальными лицами не комментировалась.

## История проекта 23900
В рамках форума «Нева-2019» заместитель министра промышленности и торговли РФ Олег Рязанцев заявил, что создание УДК для ВМФ России уже внесено в госпрограмму вооружений и работа в рамках этого проекта ведётся в плановом режиме. К осени 2019 года Минобороны РФ завершило формирование тактико-технического задания (ТТЗ) на универсальные десантные корабли для ВМФ России в рамках ГПВ-2027 и ожидалось подписание предварительного контракта на постройку двух УДК. В ноябре стало известно что строительство будет вестись по проекту 23900 от Зеленодольского проектно-конструкторского бюро (ЗПКБ). Заводом-строителем ранее был определён керченский судостроительный завод «Залив», который так же как и ЗКПБ входит в холдинг «Ак Барс».
9 января 2020 года появились кадры с выставки посвящённой перспективам развития Военно-морского флота, которая прошла в Черноморском высшем военно-морском ордена училище имени П. С. Нахимова, где президенту РФ Владимиру Путину продемонстрировали плакат с новыми характеристиками УДК по проекту 23900. В марте на ССЗ «Залив» началась подготовка к строительству УДК. 23 мая этого же года информационное агентство ТАСС опубликовало неофициальное сообщение о подписании Минобороны РФ с керченским судостроительным заводом «Залив» твёрдого контракта на постройку двух УДК на общую сумму около 100 млрд рублей. По раскрытой информации водоизмещение каждого УДК по доработанным тактико-техническим характеристикам составит около 30 000 тонн; корабли будут иметь доковую камеру для десантных катеров; смогут нести на борту по 16 палубных вертолётов различных типов, а также ударные и разведывательные БПЛА.

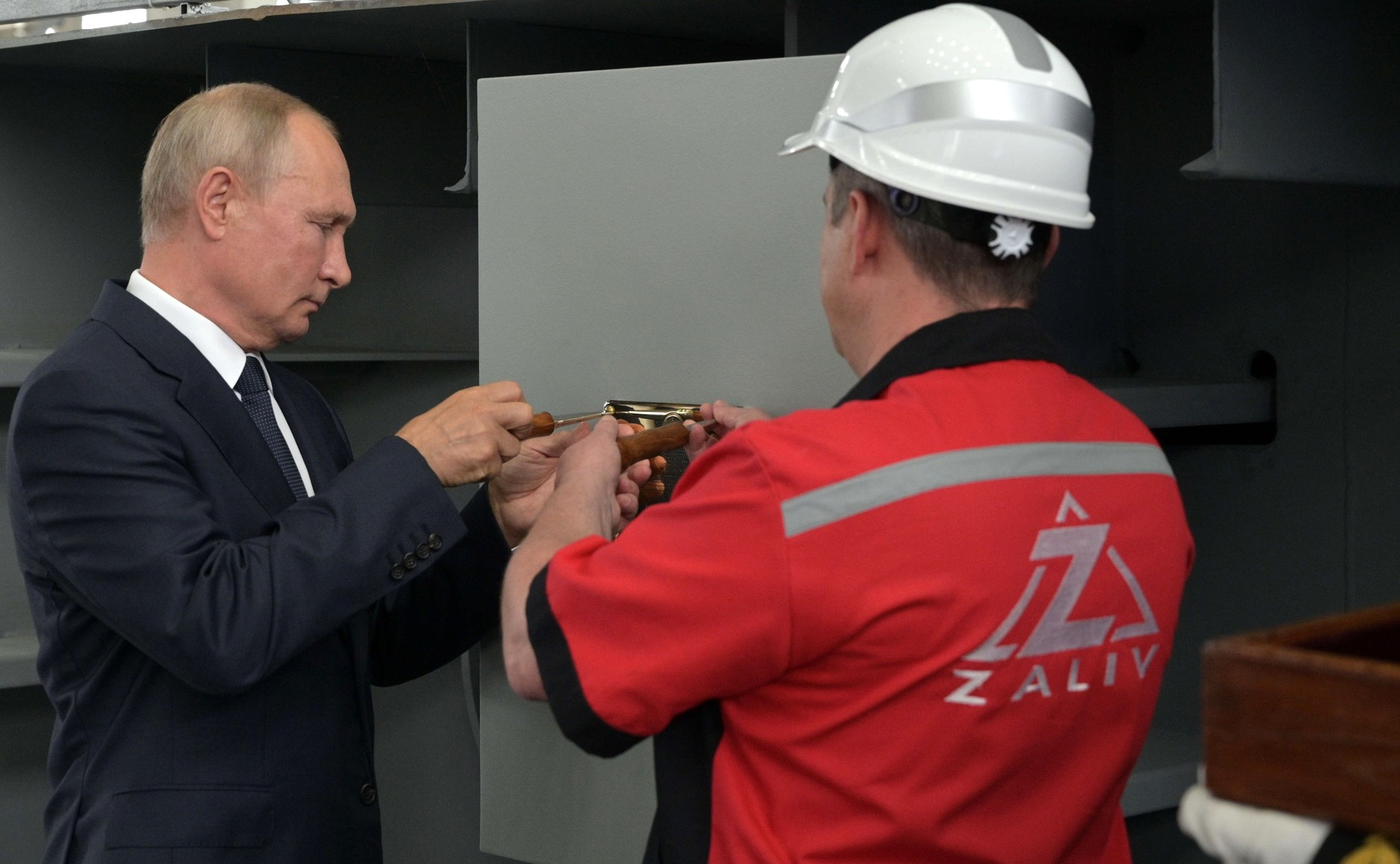
В. В. Путин во время закладки УДК «Иван Рогов».

20 июля этого же года в Керчи на ССЗ «Залив» в присутствии Владимира Путина состоялась одновременная закладка сразу двух УДК по проекту 23900, названных «Иван Рогов» (заводской номер 01901) и «Митрофан Москаленко» (заводской номер 01902). По планам 2020 года сдача первого корабля флоту предполагается в 2025 году, а второго в 2027 году. Как отметил источник ТАСС в кораблестроительной отрасли, в ходе проектирования тактико-технические характеристики кораблей проекта 23900 заметно изменились в большую сторону: общее водоизмещение одного УДК выросло до более чем 30 000 тонн; была включена возможность базирования не только палубных вертолётов, но и временного приёма боевых, многоцелевых или транспортных вертолётов наземного базирования, их обслуживания, посадки/высадки различного контингента. Штатное вооружение сокращено до оборонительного — нескольких зенитных ракетно-артиллерийских комплексов (ЗРАК) «Панцирь-М». В июне 2023 года на Международном военно-морском салоне (МВМС-2023) была озвучена информация об усилении зенитных огневых средств проекта 2-ствольной 30-мм артиллерийской установкой АК-630М-2 «Дуэт».
В августе 2020 года генеральный директор холдинга «Ак Барс» Ренат Мистахов рассказал в интервью ТАСС, что на ССЗ «Залив» идёт полным ходом подготовка к основному строительству УДК, которое начнётся в 1-м квартале 2021 года. Так же осуществляется выбор поставщиков материалов и оборудования, подрядчиков некоторых работ и прочих контр-агентов. Так же он заявил, что УДК проекта 23900 отличаются от проектов, основанных на базе французских «Мистралей» и смогут нести службу в мировом океане от тёплых морей до северных широт, действуя во льдах совместно с ледоколами. И заметил, что УДК по проекту 23900 существенно отличаются от «Мистралей» по ширине, высоте, осадке, функционалу, обитаемости, транспортно-десантным возможностям, составом десантно-высадочных средств и качеством авиагруппы.
В сентябре 2020 года появилась информация, что концерн «Моринформсистема-Агат» предлагает создать для УДК проекта 23900 специальную интегрированную управляющую информационную систему (ИУИС). Эта система позволит использовать УДК в качестве штаба (многофункционального пункта управления) для командования разновидовыми группировками. ИУИС объединит все радиолокационные станции и оптические датчики, стоящие на корабле; информационную сеть обмена информации с внешними источниками; каналы управления авиацией и десантными средствами.
По уточнённым данным от февраля 2021 года, ввод в строй обоих УДК ожидается в 2027—2028 годах, и что решение о продолжении строительства УДК по этому проекту будет принято по итогам эксплуатации. 28 февраля на ССЗ «Залив» приступили к формированию корпусов обоих УДК.

## Конструкция
На авторском сайте А. В. Карпенко и некоторых других сайтах размещена информация о предполагаемых тактико-технических характеристиках и особенностях конструкции будущих УДК по доработанным тактико-техническим характеристикам проекта 23900. Из неё следует, что водоизмещение одного УДК составит около 30 000 тонн или более, до 40 000 тонн. Корпус будет выполнен по блочно-модульному принципу с одновременным строительством крупными элементами с последующим их соединением, а борта не будут иметь бронирования. На корабле будут предусмотрены:
- ходовой мостик;
- отдельное оборудованное командно-штабное помещение;
- помещения для размещения экипажа и десанта;
- вертолётный ангар;
- технические помещения.

УДК смогут транспортировать от 900 до 1000 морских пехотинцев; иметь на борту 10—16 и до 20 вертолётов, включая БПЛА различного назначения; в доковой камере смогут размещаться до 4 десантных катеров. Плавсредства для патрулирования и оперативной высадки будут размещаться на спонсоне правого борта и в кормовой части корабля, при необходимости эти места смогут быть частично заняты под размещение дополнительной бронетехники. Отправка и приём десанта производятся либо через доковую камеру или через люки в бортах с помощью плавсредств, либо с вертолётной палубы на воздушных судах. УДК по данному проекту будут способны нести службу и в арктической зоне. Движителями являются винто-рулевые колонки с применением единой электроэнергетической системы.

### Главная энергетическая установка
Как известно энергетические установки являются главной проблемой современного российского судостроения. Частично проблема с газовой турбиной может быть решена после запуска производства в Рыбинске. В современной России не производятся дизельные двигатели мощностью необходимой для движения десантных кораблей, однако рассматривается возможность использовать имеющиеся силовые установки, в частности дизельные двигатели 10Д49 и газовые турбины М90ФР установленные на фрегатах проекта 22350 типа «Адмирал Горшков». Это комбинированная дизель-газотурбинная установка типа CODAG: два дизель-газотурбинных агрегата (ДГТА) М55Р мощностью по 32 700 л. с. (дизель 10Д49 «Коломенский завод» мощностью 5200 л. с. и газовая турбина М90ФР «Сатурн» мощностью 27 500 л. с.), два редуктора РО55 ПАО «Звезда», локальная система управления НПО «Аврора». Дизельные 10Д49 и газовые турбины могут работать вместе или по отдельности. Таким образом два двухвальных ДГТА М55Р общей мощностью 65 400 л. с. способны вращать два вала приводя в движение фрегат полным водоизмещением 6000 тонн со скоростью приближающейся к 30 узлам. Эксперты считают, что в случае с десантным кораблём водоизмещением около 30 тысяч тонн такая силовая установка позволила бы ему развивать максимальную скорость в 22—25 узлов, что достаточно для боевых кораблей этого класса.

### Десантные возможности
- Десантовместимость: до 1000 морских пехотинцев-десантников, до 75 единиц боевой техники.
- Для высадки десанта в доковой камере корабля будут размещаться до 4 десантных катеров типа БК-16 проекта 02510 или проекта 11770 «Серна».

### Авиационная группа
Состав авиационной группы: до 20 палубных вертолётов и 4 БПЛА. Возможно размещение следующих типов ЛА в различном сочетании:
- Ка-52К — палубный разведывательно-ударный вертолёт;
- Ка-29 — палубный транспортно-боевой вертолёт;
- Ка-27 — палубный противолодочный и поисково-спасательный вертолёт;
- Ка-31 — палубный вертолёт радиолокационного дозора;
- БПЛА — до 4 единиц различного назначения.

В будущем планируется включить в корабельную авиационную группу перспективные вертолёты Ка-65 (ОКР «Минога»). Предполагается принятие данных перспективных вертолётов на борт УДК перед сдаточными испытаниями.

## Представители проекта
Корабли постройки керченского судостроительного завода «Залив» (филиал «Зеленодольского завода имени А. М. Горького»)
| № | Название              | Бортовой № | Заводской № | Закладка   | Спуск на воду | Передача заказчику | Место службы | Примечания |
| - | --------------------- | ---------- | ----------- | ---------- | ------------- | ------------------ | ------------ | ---------- |
| 1 | «Иван Рогов»          |            | 01901       | 20.07.2020 |               | 12.2028            | ТОФ          | Строится   |
| 2 | «Митрофан Москаленко» |            | 01902       | 20.07.2020 |               | 12.2029            | ЧФ           | Строится   |

Цвета таблицы:

 Белый  — не достроен или утилизирован без спуска на воду;

 Зелёный  — действующий в составе ВМФ России;

 Синий  — находится в ремонте или на модернизации;

 Серый  — выведен за штат, находится на консервации, хранении или отстое;

 Красный  — списан, утилизирован или потерян.

## Сравнительная таблица
| Проект                   | Проект 23900                                   | Тип 075                                | «Идзумо»                                | «Америка»                                                                       | «Хуан Карлос I»                                                                   | «Токто»                              | «Мистраль»                                                                          | «Уосп»                                                                                              |
| ------------------------ | ---------------------------------------------- | -------------------------------------- | --------------------------------------- | ------------------------------------------------------------------------------- | --------------------------------------------------------------------------------- | ------------------------------------ | ----------------------------------------------------------------------------------- | --------------------------------------------------------------------------------------------------- |
| Год                      | 2028                                           | 2021                                   | 2015                                    | 2014                                                                            | 2010                                                                              | 2007                                 | 2005                                                                                | 1989                                                                                                |
| Ед. построено            | 0                                              | 3                                      | 2                                       | 2                                                                               | 4                                                                                 | 2                                    | 5                                                                                   | 8                                                                                                   |
| Водоизмещение, тонн      | 30 000—40 000                                  | 36 000—40 000                          | 27 000                                  | 45 700                                                                          | 27 100                                                                            | 18 800                               | 21 300                                                                              | 41 150                                                                                              |
| Длина, м                 | 220,0                                          | 237,0                                  | 248,0                                   | 257,3                                                                           | 230,8                                                                             | 199,0                                | 199,0                                                                               | 257,3                                                                                               |
| Ширина, м                | 38,0—50,0                                      | 30,0                                   | 38,0                                    | 37,0                                                                            | 32,0                                                                              | 32,0                                 | 32,0                                                                                | 32,3                                                                                                |
| Осадка, м                | 8,0                                            | 8,5                                    | 7,5                                     |                                                                                 | 6,9                                                                               | 6,5                                  | 6,3                                                                                 | 8,1                                                                                                 |
| Скорость хода макс., уз. | 22                                             | 23                                     | 30                                      | 22                                                                              | 21                                                                                | 22                                   | 19                                                                                  | 24                                                                                                  |
| Дальность, миль          | 6000                                           | н. д.                                  | н. д.                                   | 9500                                                                            | 9000                                                                              | 9000                                 | 5800                                                                                | 9500                                                                                                |
| Экипаж, человек          | 320                                            | н. д.                                  | 470                                     | 1059                                                                            | 243                                                                               | 400                                  | 160                                                                                 | 1147                                                                                                |
| Авиакрыло, ед.           | 16~20                                          | 28~30                                  | 28                                      | 32                                                                              | 22~29                                                                             | 10~25                                | 16~32                                                                               | 6~32                                                                                                |
| Десант, чел.             | 900~1000                                       | н. д.                                  | 500                                     | 1871                                                                            | 913                                                                               | 720                                  | 450                                                                                 | 1893                                                                                                |
| Боевая техника, ед.      | 75                                             | н. д.                                  | н. д.                                   | 118                                                                             | 46~60                                                                             | 27~40                                | 70                                                                                  | 118                                                                                                 |
| Средства самообороны     | ЗРАК: 2 × «Панцирь-М» ЗАК: 1 × 30-мм АК-630М-2 | ЗРК: 2 × HHQ-10 ЗАК: 2 × 30-мм H/PJ-11 | ЗРК: 2 × RIM-116 ЗАК: 2 × 20-мм Mark 15 | ЗРК: 2 × Mk. 29 ESSM, 2 × Mk. 49 RAM ЗАК: 3 × 20-мм Mk. 15, 7 × 12,7-мм пулемёт | ЗРК: 2 × BPDMS (FBNW), 1 × VLS (FBNW) ЗАК: 4 × 20-мм GAM-B01, 4 × 12,7-мм пулемёт | ЗРК: 1 × RIM-116 ЗАК: 2 × 20-мм CIWS | ЗРК: 2 × SIMBAD ЗАК: 2 × 20-мм Narwhal, 4 × 12,7-мм Browning M2HB, 2 × 7,62-мм M134 | ЗРК: 2 × Sea Sparrow, 2 × Мк. 31 ЗАК: 2 × 20-мм Mk. 15, 3 × 25-мм Mk. 38, 4 × 12,7-мм Browning M2HB |